# Marcellus, Lot-et-Garonne

Marcellus este o comună în departamentul Lot-et-Garonne din sud-vestul Franței. În 2009 avea o populație de 800 de locuitori.

## Evoluția populației
| An        | 1975 | 1982 | 1990 | 1999 | 2006 | 2009 |
| --------- | ---- | ---- | ---- | ---- | ---- | ---- |
| Populație | 570  | 570  | 692  | 699  | 755  | 800  |